# The Journal of Neuropsychiatry and Clinical Neurosciences
Il The Journal of Neuropsychiatry and Clinical Neurosciences è una rivista medica trimestrale sottoposta a revisione paritaria nel campo della neuropsichiatria. È stata fondata nel 1989 da Stuart Yudofsky e Robert Hales, e il primo numero è stato pubblicato nell'inverno di tale anno. Dal 1991 è la rivista ufficiale dell'American Neuropsychiatric Association. È pubblicata dall'American Psychiatric Association e il redattore è David B. Arciniegas, MD, FANPA (Università del Nuovo Messico, Facoltà di Medicina).
Secondo il Journal Citation Reports, la rivista ha ricevuto un fattore di impatto per il 2020 pari a 2,192. L'editore riporta un indice H pari a 104, con più di 62.000 citazioni di articoli pubblicati nella rivista e una media di oltre 18 citazioni per articolo.